# Antoni Crispo
Antoni Crispo fou fill de Jaume Crispo. Fou governador del ducat de Naxos i de l'Arxipèlag el 1496 fins al 1505. Va morir després d'aquesta data.
Va deixar un fill de non Guillem Crispo, pare d'un altra Antoni Crispo, que també fou governador del ducat del 1544 al 1554 i va morir el 1584.